# Circuit des régions frontalières
Ne doit pas être confondu avec Circuit de la région frontalière ou Circuit des frontières.
Le Circuit des régions frontalières est une ancienne course cycliste belge, organisée de 1945 à 1965 à Mouscron, ville située en Wallonie.  

## Palmarès
| Année | Vainqueur                | Deuxième                 | Troisième            |
| ----- | ------------------------ | ------------------------ | -------------------- |
| 1945  | Maurice Van Herzele (nl) | Norbert Callens          | Jules Lowie          |
| 1946  | Jérôme Dufromont         | Julien Heernaert         | Marcel Van Houtte    |
| 1947  | Lucien Mathys (nl)       | André Pieters            | Georges Desplenter   |
| 1948  | Désiré Keteleer          | Daniel Taillieu          | Roger Cnockaert      |
| 1949  | Roger Decock             | Ghislain Leclercq        | Gilbert Balaes       |
| 1950  | Willem Labaere           | Henri Smets              | Lucien Deman         |
| 1951  | Gilbert Desmet           | Boudewijn Devos          | Willy Geers          |
| 1952  | Paul Taildeman           | Arthur Cleenewerck       | Romain De Waegenaere |
| 1953  | Marcel D'Hondt           | Edgard Bauwens           | Roger Baert          |
| 1954  | Marcel D'Hondt           | Lucien De Munster        | Roger Calewaert      |
| 1955  | Boudewijn Devos          | Armand Desmet            | Jan Pauwels          |
| 1956  | André Rosseel            | Victor Wartel            | Lucien De Munster    |
| 1957  | Gilbert Desmet           | Victor Wartel            | Briek Schotte        |
| 1958  | Pieter Van der Plaetsen  | André Noyelle            | Norbert Kerckhove    |
| 1959  | Norbert Kerckhove        | Raymond Denutte          | Norbert Coreelman    |
| 1960  | Norbert Kerckhove        | Victor Huyghe            | Aimé Van Avermaet    |
| 1961  | Henri De Wolf            | Rik Luyten               | Piet van Hees        |
| 1962  | Roland Aper              | Walter Boucquet          | Willy Desmet         |
| 1963  | Alfons Hermans           | Norbert Kerckhove        | Marcel Janssens      |
| 1964  | Lionel Van Damme         | Noël Nemegeer            | Léon Verkindere      |
| 1965  | Willy Bocklant           | Norbert Van Cauwenberghe | Donaat Himpe         |